# Phryxe futilis
Phryxe futilis är en tvåvingeart som beskrevs av Robineau-desvoidy 1863. Phryxe futilis ingår i släktet Phryxe och familjen parasitflugor.
Artens utbredningsområde är Frankrike. Inga underarter finns listade i Catalogue of Life.